# Actinemys
Actinemys is een geslacht van schildpadden uit de familie moerasschildpadden (Emydidae). Er zijn twee soorten, die vroeger allebei tot het geslacht Clemmys behoorden waardoor de oude geslachtsnaam weleens wordt gebruikt. De groep werd voor het eerst wetenschappelijk beschreven door Louis Agassiz in 1857. 

## Taxonomie
Geslacht Actinemys
- Soort Pacifische waterschildpad (Actinemys marmorata)
- Soort Actinemys pallida